# Yasuhito Endō
Pour les articles homonymes, voir Endo.
Yasuhito Endō (遠藤 保仁, Endō Yasuhito), né le 28 janvier 1980 à Kagoshima, est un footballeur international japonais évoluant au poste de milieu de terrain, reconverti entraîneur.
Endō est un milieu de terrain possédant une bonne vision du jeu et étant adroit sur coup de pied arrêtés. Régulier dans ses performances et peu sujet aux blessures, il est le joueur ayant disputé le plus de matchs de J. League, la première division japonaise, avec plus de 600 apparitions. Endō détient le record d'apparitions et de buts avec le Gamba Osaka, totalisant 789 matches pour 125 buts. Au niveau international, il est également le détenteur du record d'apparitions en totalisant 152 rencontres disputées avec les Samurai Blue.

## Biographie

### En club
En 1998, Endō signe son premier contrat professionnel avec le club des Yokohama Flügels. Celui-ci fusionne presque aussitôt avec le Yokohama Marinos, il prend alors la direction du Kyoto Purple Sanga en 1999, puis du Gamba Osaka en 2001. C'est au Gamba qu'Endō s'épanouit et s'affirme comme l'un des meilleurs joueurs du championnat japonais entre le milieu des années 2000 et le début des années 2010. Il termine à douze reprises dans l'équipe-type de la Ligue.
Le 24 novembre 2009, Yasuhito Endō reçoit à Kuala Lumpur le prix du joueur de l'année de la Confédération asiatique de football, devançant le Japonais Kengo Nakamura, le Syrien Firas Al-Khatib, le Bahreïni Sayed Mohamed Adnan et l'Iranien Hadi Aghili.
Le 5 octobre 2020, Endō est prêté au Júbilo Iwata jusqu'en janvier 2021. Après deux mois au club où il dispute 15 matchs pour deux buts en J. League 2, son prêt est prolongé d'un an le 5 janvier 2021. Interrogé sur les objectifs du Júbilo pour la saison 2021, Endō affirme que la « promotion en J1 est le minimum ». Cet objectif est atteint avec le sacre du club en J2 qui permet au quadragénaire de retrouver l'élite du football japonais. Il rejoint définitivement le Júbilo lors de la saison 2022.
Il annonce mettre un terme à sa carrière de joueur le 9 janvier 2024 et entame une carrière d'entraîneur au Gamba Osaka.

### En sélection nationale
Après la Coupe du monde de football en 2006, Endō est titulaire incontesté en sélection nationale. À sa retraite internationale prise en 2015, il détient le record du nombre de matches disputées pour le Japon, cumulant 152 rencontres.

## Vie privée
Son frère aîné Akihiro est également footballeur professionnel de 1994 à 2007, et participe notamment aux Jeux olympiques de 1996.

## Statistiques

### En club
| Saison                | Club                  | Championnat           | Championnat | Championnat | Championnat | Coupe nationale | Coupe nationale | Coupe nationale | Coupe de la Ligue | Coupe de la Ligue | Coupe de la Ligue | Supercoupe | Supercoupe | Supercoupe | Compétition(s) continentale(s) | Compétition(s) continentale(s) | Compétition(s) continentale(s) | Compétition(s) continentale(s) | Coupe du monde des clubs | Coupe du monde des clubs | Coupe du monde des clubs | Total | Total | Total |
| Saison                | Club                  | Division              | M.          | B.          | P.d.        | M.              | B.              | P.d.            | M.                | B.                | P.d.              | M.         | B.         | P.d.       | Comp.                          | M.                             | B.                             | P.d.                           | M.                       | B.                       | P.d.                     | M.    | B.    | P.d.  |
| 1998                  | Yokohama Flügels      | J1 League             | 16          | 1           | 0           | -               | -               | -               | 4                 | 0                 | 0                 | -          | -          | -          | -                              | -                              | -                              | -                              | -                        | -                        | -                        | 20    | 1     | 0     |
| 1999                  | Kyoto Purple Sanga    | J1 League             | 24          | 4           | 0           | 1               | 0               | 0               | 2                 | 0                 | 0                 | -          | -          | -          | -                              | -                              | -                              | -                              | -                        | -                        | -                        | 27    | 4     | 0     |
| 2000                  | Kyoto Purple Sanga    | J1 League             | 29          | 5           | 0           | -               | -               | -               | 6                 | 1                 | 0                 | -          | -          | -          | -                              | -                              | -                              | -                              | -                        | -                        | -                        | 35    | 6     | 0     |
| Sous-total            | Sous-total            | Sous-total            | 53          | 9           | 0           | 1               | 0               | 0               | 8                 | 1                 | 0                 | -          | -          | -          | -                              | -                              | -                              | -                              | -                        | -                        | -                        | 62    | 10    | 0     |
| 2001                  | Gamba Osaka           | J1 League             | 29          | 4           | 0           | 1               | 0               | 0               | 4                 | 0                 | 0                 | -          | -          | -          | -                              | -                              | -                              | -                              | -                        | -                        | -                        | 34    | 4     | 0     |
| 2002                  | Gamba Osaka           | J1 League             | 30          | 5           | 0           | -               | -               | -               | 8                 | 1                 | 0                 | -          | -          | -          | -                              | -                              | -                              | -                              | -                        | -                        | -                        | 38    | 6     | 0     |
| 2003                  | Gamba Osaka           | J1 League             | 30          | 4           | 3           | 1               | 0               | 0               | 6                 | 0                 | 0                 | -          | -          | -          | -                              | -                              | -                              | -                              | -                        | -                        | -                        | 37    | 4     | 3     |
| 2004                  | Gamba Osaka           | J1 League             | 29          | 9           | 7           | 1               | 0               | 1               | -                 | -                 | -                 | -          | -          | -          | -                              | -                              | -                              | -                              | -                        | -                        | -                        | 30    | 9     | 8     |
| 2005                  | Gamba Osaka           | J1 League             | 33          | 10          | 6           | 2               | 0               | 1               | 4                 | 0                 | 0                 | -          | -          | -          | -                              | -                              | -                              | -                              | -                        | -                        | -                        | 39    | 10    | 7     |
| 2006                  | Gamba Osaka           | J1 League             | 25          | 9           | 9           | 4               | 1               | 5               | -                 | -                 | -                 | 1          | 0          | 0          | ACL                            | 5                              | 3                              | 2                              | -                        | -                        | -                        | 35    | 13    | 16    |
| 2007                  | Gamba Osaka           | J1 League             | 34          | 8           | 12          | 4               | 0               | 0               | 8                 | 1                 | 0                 | 1          | 0          | 0          | -                              | -                              | -                              | -                              | -                        | -                        | -                        | 47    | 9     | 12    |
| 2008                  | Gamba Osaka           | J1 League             | 27          | 6           | 6           | 3               | 0               | 0               | 10                | 3                 | 4                 | -          | -          | -          | ACL                            | 10                             | 3                              | 4                              | -                        | -                        | -                        | 50    | 12    | 14    |
| 2009                  | Gamba Osaka           | J1 League             | 32          | 10          | 10          | 4               | 3               | 4               | 2                 | 0                 | 0                 | 1          | 0          | 0          | ACL                            | 6                              | 1                              | 0                              | 3                        | 2                        | 0                        | 48    | 16    | 14    |
| 2010                  | Gamba Osaka           | J1 League             | 30          | 3           | 14          | 2               | 2               | 0               | -                 | -                 | -                 | 1          | 0          | 0          | ACL                            | 3                              | 0                              | 0                              | -                        | -                        | -                        | 36    | 5     | 14    |
| 2011                  | Gamba Osaka           | J1 League             | 33          | 4           | 10          | -               | -               | -               | -                 | -                 | -                 | -          | -          | -          | ACL                            | 7                              | 1                              | 1                              | -                        | -                        | -                        | 40    | 5     | 11    |
| 2012                  | Gamba Osaka           | J1 League             | 34          | 5           | 7           | 4               | 3               | 1               | 2                 | 0                 | 0                 | -          | -          | -          | ACL                            | 4                              | 1                              | 0                              | -                        | -                        | -                        | 44    | 9     | 8     |
| 2013                  | Gamba Osaka           | J2 League             | 33          | 5           | 14          | -               | -               | -               | -                 | -                 | -                 | -          | -          | -          | -                              | -                              | -                              | -                              | -                        | -                        | -                        | 33    | 5     | 14    |
| 2014                  | Gamba Osaka           | J1 League             | 34          | 6           | 15          | 5               | 0               | 3               | 6                 | 0                 | 2                 | -          | -          | -          | -                              | -                              | -                              | -                              | -                        | -                        | -                        | 45    | 6     | 20    |
| 2015                  | Gamba Osaka           | J1 League             | 37          | 5           | 10          | 4               | 0               | 1               | 3                 | 1                 | 2                 | 1          | 0          | 0          | ACL+CL                         | 12+1                           | 0+0                            | 2+0                            | -                        | -                        | -                        | 58    | 6     | 15    |
| 2016                  | Gamba Osaka           | J1 League             | 34          | 2           | 5           | 2               | 0               | 1               | 3                 | 1                 | 1                 | 1          | 0          | 0          | ACL                            | 5                              | 1                              | 0                              | -                        | -                        | -                        | 45    | 4     | 7     |
| 2017                  | Gamba Osaka           | J1 League             | 31          | 1           | 4           | 1               | 0               | 1               | 4                 | 0                 | 2                 | -          | -          | -          | ACL                            | 6                              | 0                              | 2                              | -                        | -                        | -                        | 42    | 1     | 9     |
| 2018                  | Gamba Osaka           | J1 League             | 34          | 1           | 4           | 1               | 0               | 0               | 6                 | 0                 | 1                 | -          | -          | -          | -                              | -                              | -                              | -                              | -                        | -                        | -                        | 41    | 1     | 5     |
| 2019                  | Gamba Osaka           | J1 League             | 28          | 1           | 5           | 1               | 0               | 0               | 5                 | 0                 | 0                 | -          | -          | -          | -                              | -                              | -                              | -                              | -                        | -                        | -                        | 34    | 1     | 5     |
| 2020                  | Gamba Osaka           | J1 League             | 11          | 0           | 0           | -               | -               | -               | 2                 | 0                 | 0                 | -          | -          | -          | -                              | -                              | -                              | -                              | -                        | -                        | -                        | 13    | 0     | 0     |
| Sous-total            | Sous-total            | Sous-total            | 608         | 98          | 141         | 40              | 9               | 18              | 73                | 7                 | 12                | 6          | 0          | 0          | -                              | 59                             | 10                             | 11                             | 3                        | 2                        | 0                        | 789   | 126   | 182   |
| 2020                  | Júbilo Iwata (prêt)   | J2 League             | 15          | 2           | 2           | -               | -               | -               | -                 | -                 | -                 | -          | -          | -          | -                              | -                              | -                              | -                              | -                        | -                        | -                        | 15    | 2     | 2     |
| 2021                  | Júbilo Iwata (prêt)   | J2 League             | 35          | 3           | 5           | -               | -               | -               | -                 | -                 | -                 | -          | -          | -          | -                              | -                              | -                              | -                              | -                        | -                        | -                        | 35    | 3     | 5     |
| 2022                  | Júbilo Iwata          | J1 League             | 31          | 0           | 3           | -               | -               | -               | 1                 | 0                 | 0                 | -          | -          | -          | -                              | -                              | -                              | -                              | -                        | -                        | -                        | 32    | 0     | 3     |
| 2023                  | Júbilo Iwata          | J2 League             | 21          | 0           | 5           | 2               | 0               | 0               | 1                 | 0                 | 0                 | -          | -          | -          | -                              | -                              | -                              | -                              | -                        | -                        | -                        | 24    | 0     | 5     |
| Sous-total            | Sous-total            | Sous-total            | 102         | 5           | 15          | 2               | 0               | 0               | 2                 | 0                 | 0                 | -          | -          | -          | -                              | -                              | -                              | -                              | -                        | -                        | -                        | 106   | 5     | 15    |
| Total sur la carrière | Total sur la carrière | Total sur la carrière | 779         | 113         | 156         | 43              | 9               | 18              | 87                | 8                 | 12                | 6          | 0          | 0          | -                              | 59                             | 10                             | 11                             | 3                        | 2                        | 0                        | 977   | 142   | 197   |

### En sélection
| Saison                | Sélection             | Phases finales                                               | Phases finales | Phases finales | Phases finales | Éliminatoires      | Éliminatoires | Éliminatoires | Éliminatoires | Amicaux | Amicaux | Amicaux | Total | Total | Total |
| Saison                | Sélection             | Comp.                                                        | M.             | B.             | P.d.           | Comp.              | M.            | B.            | P.d.          | M.      | B.      | P.d.    | M.    | B.    | P.d.  |
| --------------------- | --------------------- | ------------------------------------------------------------ | -------------- | -------------- | -------------- | ------------------ | ------------- | ------------- | ------------- | ------- | ------- | ------- | ----- | ----- | ----- |
| 2002-2003             | Japon                 | Coupe des confédérations 2003                                | 3              | 0              | 0              | -                  | -             | -             | -             | 3       | 0       | 0       | 6     | 0     | 0     |
| 2003-2004             | Japon                 | Coupe d'Asie de l'Est 2003                                   | 3              | 0              | 0              | CdM 2006           | 1             | 0             | 0             | 8       | 2       | 1       | 12    | 2     | 1     |
| 2004-2005             | Japon                 | Coupe d'Asie des nations 2004+ Coupe des confédérations 2005 | 5+1            | 0+0            | 0+0            | CdM 2006           | 3             | 0             | 0             | 7       | 1       | 1       | 16    | 1     | 1     |
| 2005-2006             | Japon                 | Coupe d'Asie de l'Est 2005+ Coupe du monde 2006              | 1+0            | 0+0            | 0+0            | CdM 2006+ CAN 2007 | 1+1           | 0+0           | 0+0           | 3       | 0       | 0       | 6     | 0     | 0     |
| 2006-2007             | Japon                 | Coupe d'Asie des nations 2007                                | 6              | 1              | 4              | CAN 2007           | 3             | 0             | 0             | 4       | 0       | 1       | 13    | 1     | 5     |
| 2007-2008             | Japon                 | Coupe d'Asie de l'Est 2008                                   | 3              | 0              | 0              | CdM 2010           | 6             | 2             | 2             | 8       | 0       | 3       | 17    | 2     | 5     |
| 2008-2009             | Japon                 | -                                                            | -              | -              | -              | CdM 2010           | 6             | 1             | 1             | 3       | 0       | 1       | 9     | 1     | 2     |
| 2009-2010             | Japon                 | Coupe d'Asie de l'Est 2010+ Coupe du monde 2010              | 3+4            | 1+1            | 1+0            | CAN 2011           | 3             | 0             | 1             | 9       | 0       | 2       | 19    | 2     | 4     |
| 2010-2011             | Japon                 | Coupe d'Asie des nations 2011                                | 6              | 0              | 1              | -                  | -             | -             | -             | 4       | 0       | 0       | 10    | 0     | 1     |
| 2011-2012             | Japon                 | -                                                            | -              | -              | -              | CdM 2014           | 8             | 0             | 2             | 2       | 0       | 0       | 10    | 0     | 2     |
| 2012-2013             | Japon                 | Coupe des confédérations 2013+ Coupe d'Asie de l'Est 2013    | 3              | 0              | 2              | CdM 2014           | 5             | 0             | 2             | 7       | 1       | 0       | 15    | 1     | 4     |
| 2013-2014             | Japon                 | Coupe du monde 2014                                          | 2              | 0              | 0              | -                  | -             | -             | -             | 11      | 3       | 3       | 13    | 3     | 3     |
| 2014-2015             | Japon                 | Coupe d'Asie des nations 2015                                | 4              | 1              | 0              | CdM 2026           | -             | -             | -             | 2       | 1       | 0       | 6     | 2     | 0     |
| Total sur la carrière | Total sur la carrière | Total sur la carrière                                        | 44             | 4              | 8              | -                  | 37            | 3             | 8             | 71      | 8       | 12      | 152   | 15    | 28    |

### Buts internationaux
| #   | Date              | Lieu                                             | Adversaire           | Score final | Compétition                               |
| --- | ----------------- | ------------------------------------------------ | -------------------- | ----------- | ----------------------------------------- |
| 1   | 20 août 2003      | Stade olympique national, Tokyo, Japon           | Nigeria              | 3-0         | Kirin Challenge Cup 2003                  |
| 2   | 7 février 2004    | Stade de Kashima, Kashima, Japon                 | Malaisie             | 4-0         | Kirin Challenge Cup 2004                  |
| 3   | 7 juillet 2004    | International Stadium Yokohama, Kanagawa, Japon  | Serbie et Monténégro | 1-0         | Coupe Kirin 2004                          |
| 4   | 16 juillet 2007   | Stade national My Dinh, Hanoi, Vietnam           | Viêt Nam             | 2-1         | AFC Asian Cup 2007                        |
| 5   | 6 février 2008    | Stade Saitama 2002, Saitama, Japon               | Thaïlande            | 4-1         | Qualification pour la Coupe du monde 2010 |
| 6   | 7 juin 2008       | Royal Oman Police Stadium (en), Mascate, Oman    | Oman                 | 1-1         | Qualification pour la Coupe du monde 2010 |
| 7   | 6 septembre 2008  | Stade national de Bahreïn, Riffa, Bahreïn        | Bahreïn              | 3-2         | Qualification pour la Coupe du monde 2010 |
| 8   | 14 février 2010   | Stade olympique national, Tokyo, Japon           | Corée du Sud         | 1-3         | Coupe d'Asie de l'Est de football 2010    |
| 9   | 24 juin 2010      | Stade Royal Bafokeng, Rustenburg, Afrique du Sud | Danemark             | 3-1         | Coupe du monde 2010 (groupe E)            |
| 10  | 15 août 2012      | Sapporo Dome, Sapporo, Japon                     | Venezuela            | 1-1         | Match amical                              |
| 11. | 6 septembre 2013  | Stade Nagai, Osaka, Japon                        | Guatemala            | 3-0         | Match amical                              |
| 12. | 10 septembre 2013 | International Stadium Yokohama, Kanagawa, Japon  | Ghana                | 3-1         | Match amical                              |
| 13. | 2 juin 2014       | Raymond James Stadium, Floride, USA              | Costa Rica           | 3-1         | Match amical                              |
| 14. | 14 novembre 2014  | Stade Toyota, Aichi, Japon                       | Honduras             | 6-0         | Match amical                              |
| 15. | 12 janvier 2015   | Newcastle Stadium, Newcastle, Australie          | Palestine            | 4-0         | AFC Asian Cup 2015                        |

## Palmarès

### En club
| Gamba Osaka (12) | Júbilo Iwata (1)                                                            |
| --- | --------------------------------------------------------------------------- |
| - Championnat du Japon (2) - Champion en 2005 et 2014 - Vice-champion en 2010, 2015 et 2020 - Coupe du Japon (4) - Vainqueur en 2008, 2009, 2014 et 2015 - Finaliste en 2006 et 2012 - Coupe de la Ligue (2) - Vainqueur en 2007 et 2014 - Finaliste en 2005, 2015 et 2016 - Supercoupe du Japon (2) - Vainqueur en 2007 et 2015 - Finaliste en 2006, 2009, 2010 et 2016 - Championnat du Japon de D2 (1) - Champion en 2013 - Ligue des champions (1) - Vainqueur en 2008 - Coupe du monde des clubs (0) - Troisième en 2008 - Coupe Levain (0) - Finaliste en 2015 | - Championnat du Japon de D2 (1) - Champion en 2021 - Vice-champion en 2023 |

### En sélection
| Japon (2) |
| --- |
| - Coupe d'Asie des nations (2) - Vainqueur en 2004 et 2011 - Coupe d'Asie de l'Est (0) - Finaliste en 2003, 2005 et 2008 |

## Distinctions
- J. League Best Eleven : 2003, 2004, 2005, 2006, 2007, 2008, 2009, 2010, 2011, 2012, 2014 et 2015
- Footballeur asiatique de l'année : 2009